# キンカロー
キンカロー（英語: Kinkalow）は、ネコの品種のひとつである。原産国はアメリカ合衆国。
名前の由来は「縮れた（kinky）」と「低い（low）」を合わせたものとされる。また、日本国内では「マンチカール」と称されることもある。

## 特徴
マンチカンとアメリカンカールの交配種であり、短い四肢と後ろに沿った耳、それぞれの特徴を併せ持つ。
前肢よりも後肢が長く、全体的にがっちりとした体形。生まれた状態では耳はカールしておらず、生後2週間あたりから少しずつ後ろに反り始める。
毛は短毛種、長毛種どちらもおり、色は様々、パターンはソリッドやタビーなどが多くみられる。

## 歴史
歴史の浅い品種で、1990年代半ばにアメリカ合衆国で作出された。
1997年にTICAに実験種として予備登録されたが、交配の影響で未成熟な個体が生まれてくる可能性などもあり、2021年時点で正式な猫種としては認定されていない。

## 飼育
活発な性格でよく遊び、簡単な芸を覚えることもある。